# Freeke Moes
Freeke Moes (Breda, 29 november 1998) is een Nederlands hockeyster die als aanvalster speelt bij Amsterdam in de Hoofdklasse Dames. Moes speelt sinds 2019 ook voor het Nederlands elftal.
Moes verhuisde op jonge leeftijd naar Moergestel en begon op zesjarige leeftijd met hockey bij MHC HOCO. Toen ze twaalf was ging ze bij HC Tilburg spelen. Op haar vijftiende ging ze naar het hoogste jeugdelftal van Oranje-Rood.
Tussen 2016 en 2020 speelde ze voor het eerste team van het Eindhovense Oranje-Rood. Daarna maakte ze de overstap naar Amsterdam.
Moes doorliep alle nationale jeugdselecties. Ze debuteerde voor Oranje op 16 februari 2019 in de Hockey Pro League in Winston-Salem tegen de Verenigde Staten. In haar derde interland, in en tegen China, maakte ze haar eerste interlanddoelpunt. Moes was in de zomer van 2021 een van de reservespeelsters tijdens de Olympische Spelen in Tokio. Drie jaar later maakte ze deel uit van de olympische selectie die het goud behaalde in Parijs.

## Erelijst
- Hockey Pro League 2021/2022
- Wereldkampioenschap 2022
- Hockey Pro League 2022/23
- Europees Kampioenschap 2023
- Olympische spelen 2024 in Parijs

{{Navigatie
| naam = Navigatie selectie hockeyploeg vrouwen 2022 wereldkampioenschap
| titel = 0 Nederlandse hockeyselectie vrouwen – WK 2022 - 1e plaats 0
| afb_links = 
| afb_rechts = 
| inhoud = 
1: Anne Veenendaal (GK) ·
3: Sanne Koolen ·
4: Freeke Moes ·
6: Laurien Leurink ·
7: Xan de Waard (C) ·
8: Marloes Keetels (C) ·
10: Felice Albers ·
11: Maria Verschoor ·
12: Lidewij Welten ·
15: Frédérique Matla ·
18: Pien Sanders (C) · 20: Laura Nunnink · 22: Josine Koning (GK) · 23: Margot van Geffen · 24: Eva de Goede · 26: Joosje Burg (R) · 27: Renée van Laarhoven · 31: Sabine Plönissen · 33: Yibbi Jansen · 38: Lisa Post (R) · Coach: Jamilon Mülders

}}
Felice Albers ·  
Joosje Burg  ·  
Pien Dicke ·  
Luna Fokke ·  
Yibbi Jansen ·  
Marleen Jochems ·  
Sanne Koolen ·  
Renée van Laarhoven ·  
Frédérique Matla ·  
Freeke Moes ·  
Laura Nunnink ·  
Lisa Post ·  
Pien Sanders ·  
Marijn Veen ·  
Anne Veenendaal (K) ·  
Maria Verschoor ·  
Xan de Waard  ·  
Coach: Paul van Ass